# Thông nước
Thông nước hay thủy tùng (danh pháp hai phần: Glyptostrobus pensilis) là loài thực vật duy nhất còn tồn tại thuộc chi Glyptostrobus. Đây là loài đặc hữu của vùng cận nhiệt đới đông nam Trung Quốc, từ tây Phúc Kiến tới đông nam Vân Nam và cũng hiện diện ở miền Nam Việt Nam.

## Đặc điểm
Cây gỗ trung bình đến to, thân cao đến 30 m hay hơn, đường kính thân 0,6 – 1 m hay hơn. Vỏ dày, hơi xốp, màu xám, nứt dọc. Cây có rễ khí sinh không bị ngập, phát sinh từ rễ bên, cao 30 cm, mọc lan xa cách gốc tới 6–7 m. Cây rụng lá, có tán hình nón hẹp. Lá có 2 dạng: ở cành dinh dưỡng có hình dùi, dài 0,6-1,3 cm, xếp thành 2-3 dãy và rụng vào mùa khô, ở cành sinh sản có hình vảy, dài 0,4 cm và không rụng. Nón đơn tính, cùng gốc, mọc riêng rẽ ở đầu cành.
Nón cái hình quả lê, mỗi vảy mang 2 noãn. Sau khi thụ tinh các vảy hóa gỗ và dính nhau ở gốc tạo thành một nón dài 1,8 cm, rộng 1,2 cm với các vảy gần như liền nhau 7 - 9 mũi nhọn hình tam giác, hơi uốn cong ra phía ngoài. Mỗi vảy mang 2 hạt, hình trứng, dài 13 mm, rộng 3 mm, mang cánh hướng xuống dưới.
Loài này có nguy cơ tuyệt chủng trong tự nhiên vì bị khai khác quá mức do gỗ không bị mối mọt, cong vênh, thớ gỗ mịn, và có mùi thơm.

## Phân bố
Chi Glyptostrobus đã từng phủ một vùng rộng lớn hầu như khắp bán cầu Bắc, vào thế Paleocen. Hóa thạch cổ nhất biết đến là vào kỷ Creta, tìm thấy ở Bắc Mỹ. Chúng đóng góp rất lớn trong việc hình thành các đầm lầy than đá vào đại Tân Sinh. Vào trước và trong thời kỳ Băng hà, mật độ phân bố của chúng đã thay đổi, chỉ còn lại như ngày nay.
Ở Việt Nam, hoá thạch loài này thường gặp ở đầm lầy Lai Châu, Đồng Giao, Đắk Lắk. Riêng ở Đắk Lắk còn 2 quần thể Thủy tùng tự nhiên duy nhất ở Việt nam và cả trên thế giới ở huyện là Ea H'leo và Krông Năng hiện đã được khoanh vùng bảo vệ nghiêm ngặt.

## Cách phân biệt gỗ thủy tùng
Thủy tùng là loài thực vật nằm trong sách đỏ và hiện tại vẫn chưa rõ kết quả cuối cùng của việc nhân giống trong ống nghiệm nên rất hiếm. Gỗ thủy tùng rất tốt, không bị mối mọt, có màu với viền rất đẹp nên được ưa chuộng để xây đền đài, nhà cửa, làm đồ mỹ nghệ, đồ dùng cao cấp. Gỗ thủy tùng có rất nhiều màu và nhiều loại vân khác nhau:
1. Về màu: xanh đen, xanh ngọc bích, tím, vàng, đỏ, nâu đỏ.
2. Về vân: vân chỉ, chuối, nhiều khi không vân.

Như tên gọi của nó, thủy tùng hay thông nước là loài mọc dưới nước hay ven nước, có quan hệ họ hàng khá gần với nhiều loài cây dạng thông khác, do đó nhiều người bị nhầm lẫn hay bị lừa khi mua nhầm phải sản phẩm từ gỗ thông. Nhưng nếu đã tiếp xúc nhiều thì rất dễ nhận biết do gỗ thủy tùng có mùi thơm nhè nhẹ giống gỗ sưa (trắc thối), lúc nào cũng tiết ra nhựa, mặc dù đã làm ra sản phẩm. Giá trị tùy thuộc vào chất lượng khúc gỗ và vân trên khúc gỗ. Cách phân biệt gỗ tốt:
1. Gỗ phải có độ nặng (gỗ không được nhẹ như xốp).
2. Gỗ có vân đẹp thường là vân chỉ hoặc vân chuối rõ nét. Được ưa chuộng hiện nay là loại vân chuối.
3. Sản phẩm có giá trị khi nguyên khối không ghép (nếu có ghép thì chỉ ghép những chi tiết nhỏ không đáng kể).

## Hình ảnh

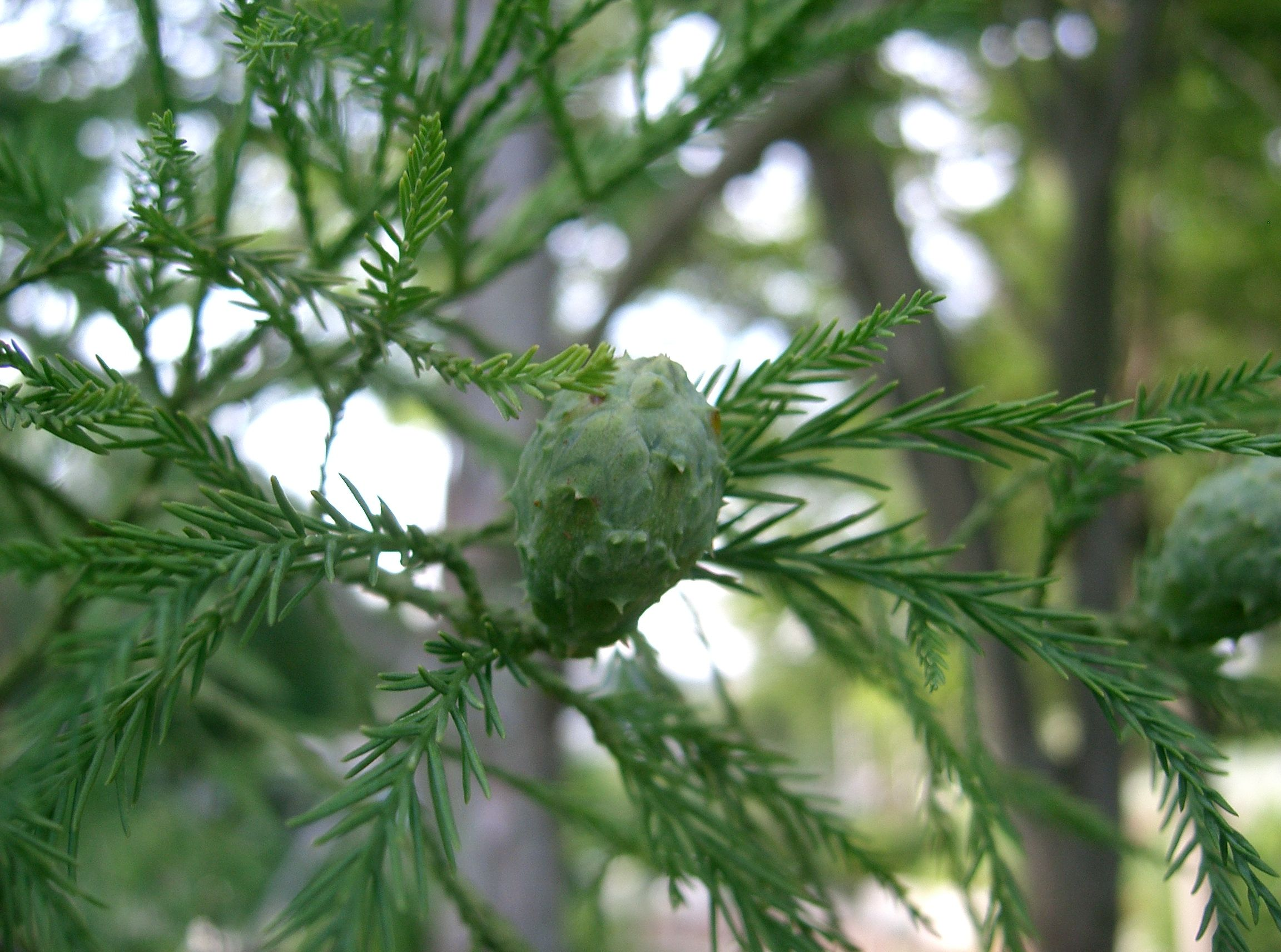
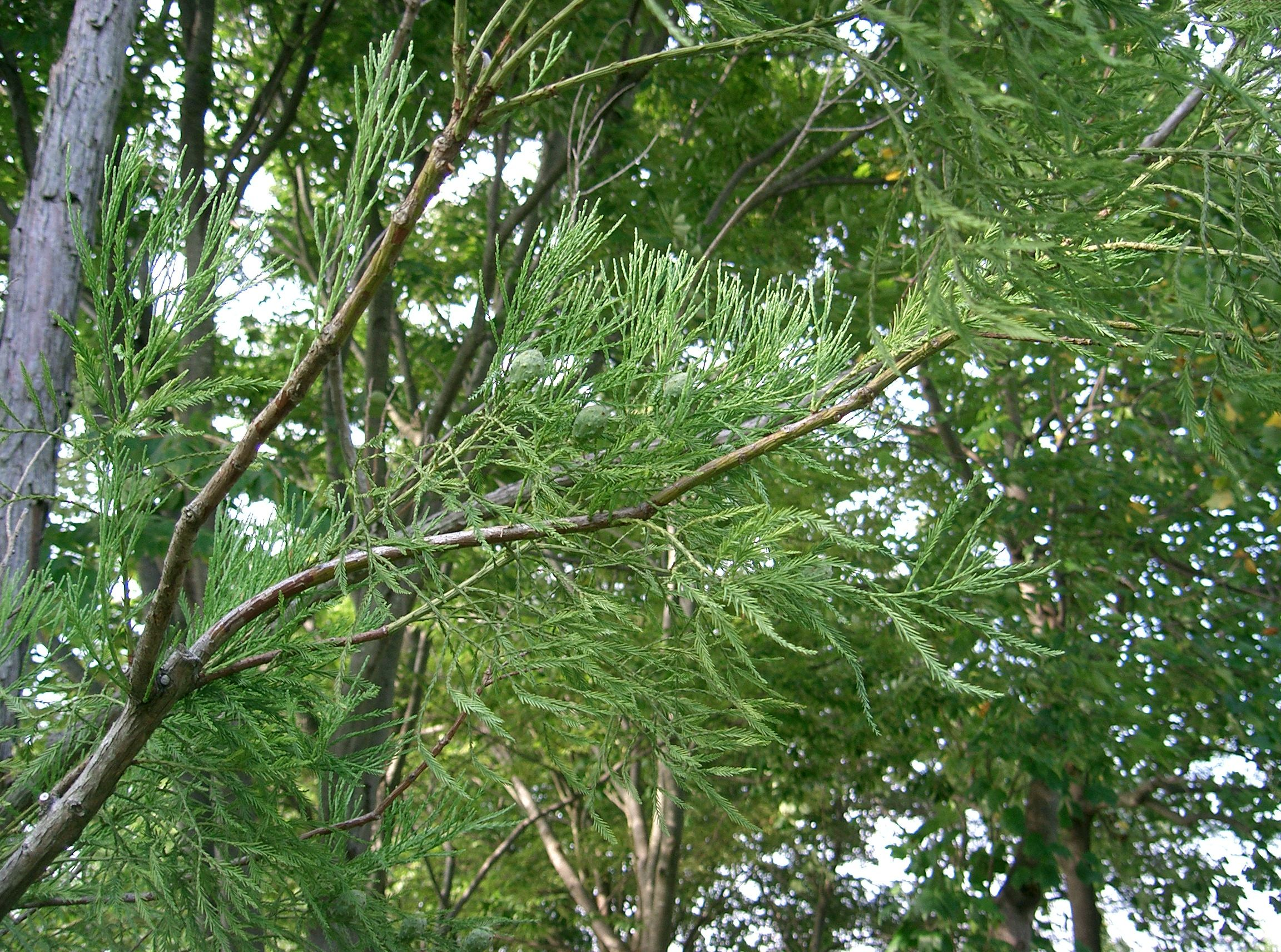